# 劣質遊戲
劣質遊戲（日语： Kusogē）中的Kuso原是日語的，即糞便。Kuso game亦又稱为“糞game”(粪作)，意思就是如糞便般不值得一玩的遊戲。地雷（購入商品的價值比預期低很多）為其近義詞。
但就如反偶像之類的風潮，亦有人会试图從所謂的“爛遊戲”中得到樂趣（例如：喷神James），從而欣賞不忍卒睹的美工跟莫名其妙的音效劇情。其中最膾炙人口的，就是1996年在世嘉土星推出的死亡火槍（Death Crimson）：一發售就被評為“在32位元的世嘉土星主機上，做出連8位元主機圖像都不如的遊戲”，並長年高居Saturn Magazine（現名）最爛遊戲的榜首，遊戲中主角越前康介不時叫出的慘叫聲「可惡（kuso）」更是一般玩家心態的寫照。由於爛到掉渣，據說當時遊戲設計業界人人都要購入此片以引以為戒；但也因其爛到極點的樂趣，吸引了一群能體驗其缺陷美，自稱Kuso Game Hunter（KGH）玩家，這類人士常將此作品的主角慘叫聲「可惡（kuso）」掛在嘴邊成為口頭禪。Kuso也慢慢成為了華人世界中“惡搞”的代名詞。

## 外部連結
- GKy博物館（有死亡火槍介紹的網站）
- KABUコラム （页面存档备份，存于）
- 永藍綜合文庫─玩爛遊戲是道德的 （页面存档备份，存于）（介紹華文KUSO GAME）
- KUSO Game Jam （页面存档备份，存于） (台灣自2015年開始的線上Kuso Game開發活動)